# Грејс Хопер
Контраадмирал Грејс Мари Хопер (енгл. Grace Murray Hopper; Њујорк, 9. децембар 1906 — Арлингтон, 1. јануар 1992) била је амерички математичар и информатичар. Открила прву грешку (енгл. bug) на рачунару Марк I док је била добровољно у Америчкој ратној морнарици. Радила је на пројектовању првих асемблерских језика. Заслужна је за идеју да се код пише језиком који почива на природном језику, тј. енглеском. Програмски језик FLOW-MATIC је био први такав језик. Учествовала је у комитету за стварање првог пословног програмског језика COBOL (Common Business Oriented Language) на који су њене идеје из Flowmatic језика снажно утицале. Радила је у Америчкој морнарици, где је пензионисана у чину контраадмирала.
Док је радила за Mark II рачунаром на универзитету Харвард, открила је ноћног мољца у релеју који је ометао рад рачунара. Она је извадила мољца и када су је питали шта ради, она је одговорила да дебагује (енгл. debug) систем. Додуше фразу рачунарски баг debug није она измислила него је допринела њеној популарности.
Оправдано је носила надимак „задивљујућа” Грејс, а 1996. године, војни разарач Америчке морнарице, USS Hopper (DDG-70), по њој је добио име.
Три пута је добијала решење о пензионисању, али сваки пут би одбијала да напусти војску. Када је уз највиша признања и почасти, као најстарији официр америчке војске, коначно пензионисана, Грејс Мари Хопер је наставила да ради као виши саветник у Диџитал Еквипмент корпорацији.
Ова посвећена научница, у развоју свог патента, пошла је од тезе да је могуће створити програмски језик који ће бити заснован на енглеском језику. Пре тога програмирање се вршило машинским кодовима, а COBOL је први програмски језик базиран на енглеском језику. Седамдесетих година, COBOL је нашао примену у читавим Оружаним снагама Сједињених Држава.
Данас, највећи број најпопуларнијих компјутерских програма, укључујући и Windows, базирани су на проналаску „задивљујуће” Грејс. У њену част, као израз захвалности, компанија Мајкрософт основала је фонд из кога је до сада стипендирала више од 3.000 надарених студената.
Међу колегама остала је упамћена по реченици: „Брод је најсигурнији у луци, али брод није направљен да би био у луци”.

## Каријера

### Други светски рат
Током Другог светског рата, 1943. године, Хоперова је добила одсуство са Васар колеџа и положила је заклетву за резервни састав морнарице Сједињених Америчких Држава, једна од многих жена које су добровољно служиле у добровољачкој хитној помоћи WAVES (енгл. Woman Accepted for Volunteer Emergency Service). Морали су да направе изузетак да би се пријавила, зато што је њена телесна тежина била 6,8 килограма испод минималне тежине морнарице, која је била 54 килограма. Пријавила се у децембру и обучавала се у морнаричкој школи резервног састава на Смит Колеџу у Нортхамптону, Масачусетс. Дипломирала је прва у својој класи 1944. године, а потом је додељена пројекту Бироа бродова за компјутерско израчунавање на Харвард универзитету као млађи поручник. Служила је тиму програмског особља на рачунару Марк I на челу са Ховардом Х. Ајкеном. Хопер и Ајкен су сарађивали на 3 рада на Марк I, такође познатом као Аутоматски секвенцијални контролисани рачунар. Захтев Хоперове да пређе у регуларну морнарицу на крају рата је био одбијен због њене старости (38 година). Наставила је да служи у резервном саставу морнарице. Хоперова је остала у Лабораторији за компјутерско рачунање до 1949. године, одбијајући пуну професуру на Васар колеџу да би радила као истраживач под уговором морнарице на Харварду.

### UNIVAC
Године 1949, Хоперова се запослила у Екерт-Мохли рачунарској корпорацији као виши математичар и прикључила се тиму који је радио на развоју UNIVAC I (Универзални аутоматски рачунар). У раним 1950-им, компанија је била преузета од стране корпорације Ремигтон Ранд, и док је радила за њих, Хоперова је завршила свој оригинални компајлер. Компајлер је био познат као А компајлер и његова прва верзија је била А-0.‍:11
Године 1952, имала је оперативни компајлер. „Нико није могао да поверује”, каже она. „Имала сам активни компајлер и нико га није дирао. Рекли су ми да рачунари могу да ураде само аритметику”.
Године 1954, Хоперова је именована за првог директора аутоматског програмирања, а њено одељење је објавило неке од првих програмских језика заснованих на компајлерима, укључујучи MATH-MATIC и FLOW-MATIC.

### COBOL
У пролеће 1959. године, дводневна конференција, позната и као CODASYL (енгл. Conference on Data System Languages) окупила је компјутерске експерте из индустрије и владе. Хоперова је служила као технички консултант у одбору, а многи од њених бивших запослених су били краткотрајни чланови комисије која је дефинисала нови језик COBOL (акроним за енгл. COmmon Business-Oriented Language). Нови језик је проширио FLOW-MATIC, један од језика Хоперове, са неким идејама из његовог IBM еквивалента, COMTRAN-а (енгл. Commercial Translator). Њено веровање да би програми требало да буду написани на језику који је близак енглеском језику (а не у машинском коду или на језицима сличним машинском коду, као што је програмски језик) било је представљено у новом пословном језику, а COBOL је наставио да буде најзаступљенији пословни језик до данас.
У периоду од 1966 до 1976, Хоперова је служила као директор морнаричке групе програмских језика у канцеларији морнаричких информационих система планирања и била је унапређена у чин капетана 1973. године. Развила је софтвер валидације за COBOL и његов компајлер као део стандардизације COBOL програма за целу Морнарицу.

### Стандарди
Током 1970-их, Хоперова се залагала у Министарству одбране да велике, централизоване системе замене мрежом малих раздељених компјутера. Сваки корисник на било ком рачунарском чвору може да приступи заједничкој бази података које се налазе на мрежи.‍:119 Развила је примену стандарда за тестирање компјутерских система и компонената, што је најзначајније за ране програмске језике, попут FORTRAN-а и COBOL-а. Морнарички тестови за усклађивање са овим стандардима дошли до значајног приближавања између дијалеката програмских језика главних рачунарских продаваца. Током 1980-их, ови тестови (као и њихова званична администрација) били су преузети од стране Националног бироа за Стандарде (енгл. National Bureau of Standards; NBS), који је данас познат као Национални институт за стандарде и технологију (енгл. National Institute of Standards and Technology; NIST).